# Bardello
Pour les articles homonymes, voir Bardello (homonymie).
Bardello est une commune italienne d'environ 1 600 habitants située dans la province de Varèse dans la région Lombardie dans le nord de l'Italie.

## Toponymie
Deux hypothèses relatives à la toponymie de Bardello s'opposent. La première, défendue par le linguiste Dante Olivieri, fait intervenir le latin "Bardellum" de "bardus" (le barde). La seconde, quant à elle, veut une étymologie celtique, composé de "bar" (mont) et de "dello" (petit).

## Géographie
Cette commune appartient à l'Union des communes Ouest-Lac de Varèse.

## Administration
| Période                                  | Période  | Identité      | Étiquette | Qualité |
| ---------------------------------------- | -------- | ------------- | --------- | ------- |
| 08/06/2009                               | En cours | Paola Quinte' |           | employé |
| Les données manquantes sont à compléter. |          |               |           |         |

### Hameaux
Logaccio, Le Casacce

### Communes limitrophes
| Besozzo  |          | Gavirate   |
| Malgesso | Bardello |            |
| Bregano  |          | Biandronno |